# Tarkin (roman)
Pour les articles homonymes, voir Tarkin.
Tarkin est un roman de science-fiction de James Luceno s'inscrivant dans l'univers étendu de Star Wars. Publié aux États-Unis par Del Rey Books en 2014, puis traduit en français et publié par les éditions Pocket en 2016,, il se déroule quatorze ans avant la bataille de Yavin.

## Résumé
L'intrigue se déroule en 14 av. BY. Le dirigeant militaire dans la République galactique puis dans l'Empire galactique Wilhuff Tarkin défend fermement les intérêts de son supérieur, le chancelier puis empereur Palpatine. Il devient amiral puis grand moff et se déplace à bord d'un vaisseau qu'il a baptisé Pic de la Charogne. Allié à Dark Vador, il élimine un groupe rebelle. Dans le même temps, il s'occupe de l'ambitieux projet secret impérial d'Étoile de la mort. Au fil de l'histoire, il pense à son enfance et à son ascension progressive,.

## Personnages
- Wilhuff Tarkin : militaire calculateur et autoritaire, qui devient grand moff de l'Empire galactique[4]
- Palpatine : homme politique manipulateur, devenu d'abord chancelier suprême de la République galactique puis empereur[4]
- Dark Vador : Seigneur Sith, figure importante de l'Empire galactique[4]

## Développement
Tarkin est le deuxième roman publié à se dérouler dans l'univers officiel de Star Wars de Disney. L'auteur James Luceno l'écrit alors. Cet écrivain est à l'origine d'environ une dizaine de romans de l'univers devenu Légendes de Star Wars, comme Dark Plagueis en 2012. Tarkin est alors le premier roman de James Luceno à entrer dans le nouvel univers officiel. Le roman est mis en vente en anglais le 4 novembre 2014.
Il est par ailleurs fort probable que Tarkin soit un roman dont le projet existe déjà avant le rachat de Star Wars par Disney et sa séparation en deux univers étendus. En effet, le résultat rappelle fortement Dark Plagueis, du même auteur sorti en 2012.

## Promotion
La couverture du roman est dévoilée avant sa publication. Elle met alors en scène au premier plan de face le personnage principal, Tarkin. En arrière-plan, Dark Vador apparaît dans l'ombre, de profil.

## Accueil
Le roman Tarkin est apprécié des critiques notamment pour son lien avec l'univers Légendes, l'univers qui incluait toutes les œuvres Star Wars d'avant 2012. En effet, James Luceno, un auteur important de l'univers Légendes, réutilise des éléments des anciens romans Star Wars. Ainsi, les planètes mentionnées dans Tarkin sont souvent des planètes de l'univers Légendes, replacées dans le nouvel univers officiel. La structure interne de l'Empire galactique, l'un des principaux thèmes de ce roman, reste elle aussi similaire à sa version Légendes. L'univers Légendes ayant été particulièrement apprécié, des références à cette ancienne version de Star Wars sont autant d'éléments que des lecteurs apprécient dans le roman,.
En revanche, un élément non négligeable est beaucoup moins complimenté. Il s'agit de l'intrigue en elle-même et surtout des antagonistes, un groupe de rebelles. L'histoire est considérée comme simplement un fond nécessaire à la divulgation d'informations sur Tarkin et les personnages qui l'entourent, sujet principal du roman. Les rebelles aussi sont vus comme seulement des prétextes au but du roman : la présentation de la version officielle du personnage de Tarkin,,.

## Analyse
Dans le roman Tarkin, James Luceno présente une version différente de celle de l'univers Légendes. Les modifications touchent surtout un personnage : le seigneur Sith Dark Vador. En effet, quoique Dark Vador soit habituellement représenté comme une brute particulièrement égoïste dans l'univers étendu, ici il est présenté comme quelqu'un qui sait respecter les individus talentueux comme Tarkin et s'intéresser aux autres. En parallèle, le personnage principal de l'œuvre n'est pas délaissé. En effet, Tarkin est présenté dans ce roman avec une personnalité plus complexe que celle d'un simple antagoniste, quoique cela ne le rende que plus dangereux et plus inhumain. Comme à son habitude, James Luceno développe une réflexion sur ses personnages au lieu de se limiter à l'ordre du divertissement et de se concentrer sur l'action et le rythme du récit.

## Postérité
Le roman Tarkin est parfois mentionné par des médias aux moments où ils traitent un sujet de l'univers fictif de Star Wars. Cela s'explique par le fait que ce livre donne plusieurs informations surprenantes sur le personnage de Tarkin. Par exemple, il y est révélé qu'il sait avant que le chancelier suprême de la République galactique Palpatine ne se proclame empereur que ce dernier est un seigneur Sith qui garde secrète son identité de Dark Sidious. L'œuvre présente aussi partiellement la transition de domination séparatiste à domination impériale pour une importante partie de la Galaxie. En outre, on y apprend que le temple Jedi est installé au-dessus d'un lieu puissant dans le Côté obscur de la Force. Enfin, ce livre montre que de nombreuses et diverses rumeurs circulent dans l'Empire quant à la véritable identité du mystérieux Dark Vador, identité que Tarkin découvre par déduction.